# Temporada 2000-2001 de la UE Figueres
La temporada 2000-2001 de la UE Figueres va arrencar el 29 de juliol del 2000 amb un amistós a Llançà. El 17 d'agost, el Figueres va guanyar, per tercer cop, el Torneig Costa Brava contra el Girona FC per 0 gols a 3. A la Copa Catalunya va caure en primera ronda contra l'AD Guíxols, i a la Copa del Rei a 32ns de final contra el RCD Mallorca de Luis Aragonès.
A la lliga de Segona Divisió B l'equip va fer un final de primera volta i un inici de segona volta molt bons, i va arribar a estar en zona de promoció d'ascens a les jornades 21, 23 i 24, el gener del 2001. Però les coses es van tòrcer ja al febrer, en què l'equip només va sumar dos punts. El març va ser irregular, i a més, va anar acompanyat de la polèmica amb els àrbitres i l'incident del partit contra l'UDA Gramenet a Vilatenim, en què el jugador sant-colomenc Javier Lombardo, fitxat a l'estiu, va ser acusat d'agredir una sòcia del Figueres a la tribuna de l'estadi després que aquesta li recriminés haver celebrat el penal xiulat per l'àrbitre Juan Carlos Gil Oteiza a favor dels de Santa Coloma de Gramenet. La directiva va decidir imposar-li una sanció econòmica «per danyar la imatge del club.» El 22 d'abril, la directiva destituí l'entrenador, García Escribano, just acabat el partit contra el CE Hospitalet a Vilatenim, a causa dels mals resultats i per la «provocació» de fer entrar al terreny de joc, justament, el «conflictiu» migcampista Lombardo. El director esportiu Albert Valentín el substituí fins a finals de temporada. Finalment, el Figueres acabà en vuitena posició, a 8 punts de la zona de promoció d'ascens a Segona A, amb 16 victòries, 8 empats i 14 derrotes, amb 55 gols a favor i 47 en contra. La premsa va destacar l'evident mal paper de l'equip a Vilatenim, que contrasta amb el gran rendiment a domicili, amb 10 victòries i 32 punts de 57 possibles.

## Fets destacats
2000
- 29 de juliol: el Figueres disputa el primer partit amistós de la pretemporada, al camp del CE Llançà, amb victòria per 1 gol a 2.[1]
- 9 d'agost: partit amistós de presentació del Figueres a Vilatenim contra el RCD Espanyol de Paco Flores, amb empat a 1 gols.[14][15]
- 3 de setembre: primera jornada de lliga, a l'Estadi La Magdalena, contra el Novelda CF, amb derrota per 2 gols a 1.[16]
- 13 de desembre: el Figueres cau eliminat de la Copa del Rei a Vilatenim contra el RCD Mallorca a 1/32ns de final.[4]

2001
- 25 de març: en un partit ple de tensió tant al camp com a la llotja contra l'UDA Gramenet a Vilatenim arran de l'actuació arbitral, el jugador local cedit pel FC Barcelona Javier Lombardo és acusat d'agredir una sòcia del Figueres a la tribuna de l'estadi després que aquesta li recrimini haver celebrat el penal xiulat per l'àrbitre Juan Carlos Gil Oteiza a favor dels de Santa Coloma de Gramenet.[7][8] La directiva decideix imposar una sanció econòmica al futbolista «per danyar la imatge del club.»[9]
- 22 d'abril: la directiva destitueix l'entrenador, García Escribano, just acabat el partit contra el CE Hospitalet a Vilatenim, a causa dels mals resultats i per la «provocació» de fer entrar al terreny de joc el «conflictiu» migcampista sant-colomenc Javier Lombardo.[10] El director esportiu Albert Valentín el substitueix fins a finals de temporada.[11]
- 13 de maig: últim partit de lliga al camp del CF Gandia, amb victòria per 1 gol a 3.[17][18]

## Plantilla
| Núm. | Pos. |                     | Jugador                                        | Procedència    | Temporada |
| ---- | ---- | ------------------- | ---------------------------------------------- | -------------- | --------- |
|      | POR  | Catalunya           | Esteve Moner Écija (Moner)                     | Cadis CF       | 1997-1998 |
|      | POR  | País Basc           | Álvaro Iglesias Quintana (Iglesias)            | Gernika Club   | 1999-2000 |
|      | POR  | Catalunya           | Francesc Ruiz Valbuena (Rodri)                 | Real Murcia CF | 2000-2001 |
|      | DEF  | Catalunya           | Jordi Freixa Hernández (Freixa)                | UE Olot        | 1998-1999 |
|      | DEF  | Galícia             | Javier Prieto Castro (Prieto)                  | Cartagena FC   | 1999-2000 |
|      | DEF  | Uruguai             | Daniel Fernández Veiras (Dani)                 | Cartagena FC   | 1999-2000 |
|      | DEF  | Catalunya           | Juan López Bravo (Bravo)                       | Granada CF     | 1999-2000 |
|      | DEF  | Catalunya           | Fernando Núñez Lázaro (Fernando)               | RCD Espanyol   | 2000-2001 |
|      | DEF  | Catalunya           | Albert Serra Figueras (Serra)                  | CD Banyoles    | 2000-2001 |
|      | DEF  | Catalunya           | Jacobo Ribera Acedo (Jacobo)                   | RCD Mallorca B | 2000-2001 |
|      | DEF  | Illes Canàries      | Jesús Salvador Ruano Cabrera (Ruano)           | Cartagena FC   | 2000-2001 |
|      | MIG  | Catalunya           | Àngel Cortada Borràs (Cortada)                 | Vilobí CF      | 1993-1994 |
|      | MIG  | Catalunya           | Pere Belmonte Rincón (Piti)                    | CE Sabadell FC | 1998-1999 |
|      | MIG  | Comunitat de Madrid | Juan Manuel Pons Bascones (Pons)               | CP Mérida      | 1999-2000 |
|      | MIG  | Catalunya           | Germán Inglés Sánchez (Germán)                 | RCD Espanyol B | 1999-2000 |
|      | MIG  | Catalunya           | Josep Pagès Berga (Pagès)                      | UDA Gramenet   | 2000-2001 |
|      | MIG  | Catalunya           | Javier Lombardo Rayo (Lombardo)                | FC Barcelona C | 2000-2001 |
|      | MIG  | País Basc           | Alfredo Álvarez de Arcaya Goikoetxea (Alfredo) | SD Eibar       | 2000-2001 |
|      | DAV  | Catalunya           | Juli Sunyer Serrat (Juli)                      | AD Guíxols     | 1995-1996 |
|      | DAV  | Cantàbria           | José Luis Peña Revilla (Peña)                  | Barakaldo CF   | 1996-1997 |
|      | DAV  | Catalunya           | José Ramírez Martín (Ramírez)                  | CD Banyoles    | 1998-1999 |
|      | DAV  | Catalunya           | José Cano Negro (Cano)                         | FE Figueres    | 1999-2000 |
|      | DAV  | Catalunya           | Francisco Martínez Jiménez (Keko)              | CD Toledo      | 2000-2001 |
|      | DAV  | País Basc           | Laureano Soriano Martín (Lauri)                | CD Manchego    | 2000-2001 |

Llegenda:  ·   Capità  ·   Juvenil  ·   Lesionat  ·   Altes  ·   Passaport europeu  ·   Extracomunitari  ·   Extracomunitari sense restricció
Altres jugadors utilitzats a la temporada: Sergio Morillo (FE Figueres), Oriol Serra (FE Figueres), Àngel Pérez (FE Figueres), Miquel Soler (FE Figueres), Jordi Linares (FE Figueres), Rafael Palomo (EF Garrotxa)
| Baixes                              | Destinació     |
| David Miranda Canet                 | RCD Espanyol B |
| Pere Tarradellas Cámara             | RCD Espanyol B |
| Carles Gimeno Cabezas               | CE Mataró      |
| Jordi Martínez Filva                | CE Castelló    |
| Luis Roberto García Toral           | CD Badajoz     |
| Luis Enrique Díez Muñiz-Alique Gusi | Guadix CF      |
| José Antonio Oronoz Bidegain        | Barakaldo CF   |
| Juan José Samper Ferragut           |                |

## Resultats
| Amistosos |

| 29 juliol 2000 | CE Llançà   | 1 – 2           | UE Figueres              | Llançà                                                    |  |
|                | Calsina 89' | Diari de Girona | 24' Lombardo · 91' Pagès | Camp de futbol municipal · 300 espectadors · Xavi Pérez · |  |

| 5 agost 2000 | CF Peralada | 1 – 0           | UE Figueres | Peralada                                                       |  |
|              | Carlos 90'  | Diari de Girona |             | Municipal de Peralada · 400 espectadors · Ponsatí Claveguera · |  |

| 9 agost 2000 | UE Figueres | 1 – 1                         | RCD Espanyol  | Figueres                                                            |  |
| 21:15        | 12' Lauri   | Mundo Deportivo El Punt Diari | 30' Iván Díaz | Municipal de Vilatenim · 2.000 espectadors · Miquel Noguer Planas · |  |

| 11 agost 2000                         | Girona FC | 1 – 0         | UE Figueres | Banyoles                                                         |  |
| XXXII Torneig de l'Estany - Semifinal | Unai 27'  | El Punt Diari |             | Nou Municipal de Banyoles · 1.200 espectadors · Sánchez Claver · |  |

| 12 agost 2000                           | CE Banyoles | 0 – 4         | UE Figueres                        | Banyoles                                                  |  |
| XXXII Torneig de l'Estany - Tercer lloc |             | El Punt Diari | 67' 85' Peña · 70' Piti · 73' Cano | Nou Municipal de Banyoles · 500 espectadors · Sens Jané · |  |

| 17 agost 2000                  | Girona FC | 0 – 3         | UE Figueres                         | Girona                                                                       |  |
| 21:00 XXIX Torneig Costa Brava |           | El Punt Diari | 8' Fernando · 10' Germán · 25' Peña | Estadi Municipal de Montilivi · 500 espectadors · Xavier Aguilar Rodríguez · |  |

| 23 agost 2000 | UE Vilassar de Mar | 0 – 1         | UE Figueres | Vilassar de Mar                                                     |  |
|               |                    | El Punt Diari | 6' Cano     | Estadi Municipal Xevi Ramon · 200 espectadors · Salvador Martínez · |  |

| Copa Catalunya |

| 21 maig 2000 | AD Guíxols         | 2 – 0         | UE Figueres | Sant Feliu de Guíxols                                              |  |
| 1a ronda     | Patri 55' (p.) 89' | El Punt Diari |             | Camp de futbol municipal · 200 espectadors · Josep Sierra Cónsul · |  |

| Copa del Rei |

| 30 agost 2000        | CE Castelló | 1 – 1           | UE Figueres        | Castelló de la Plana                       |  |
| Ronda prèvia - Anada | Garrido 71' | Mundo Deportivo | 87' (p.p.) Garrido | Nou Castàlia · Santiago José Gómez Gómez · |  |

| 6 setembre 2000        | UE Figueres                       | 3 – 0           | CE Castelló | Figueres                                     |  |
| Ronda prèvia - Tornada | Peña 17' · Keko 20' · Ramírez 87' | Mundo Deportivo |             | Municipal de Vilatenim · Carlos Clos Gómez · |  |

| 13 desembre 2000 | UE Figueres | 0 – 2           | RCD Mallorca             | Figueres                                                |  |
| 1/32 de final    |             | Mundo Deportivo | 25' Carreras · 52' Luque | Municipal de Vilatenim · Juan Antonio Fernández Marín · |  |

| Segona Divisió B-Grup 3 |

| 3 setembre 2000 | Novelda CF               | 2 – 1           | UE Figueres | Novelda                                       |  |
| Jornada 1       | Domingo 10' · Juanmi 23' | Mundo Deportivo | 50' Peña    | Estadi La Magdalena · Juan Pereñíguez Pérez · |  |

| 10 setembre 2000 | UE Figueres | 1 – 1           | CE Castelló | Figueres                                            |  |
| Jornada 2        | Cano 1'     | Mundo Deportivo | 70' Frigola | Municipal de Vilatenim · José Javier Roche Ferrer · |  |

| 17 setembre 2000 | CE Mataró | 1 – 2           | UE Figueres  | Mataró                                                   |  |
| Jornada 3        | Olmo 23'  | Mundo Deportivo | 64' 85' Keko | Camp Municipal Carles Padrós · Jesús Villanueva Angulo · |  |

| 24 setembre 2000 | UE Figueres        | 2 – 0           | Hèrcules CF | Figueres                                          |  |
| Jornada 4        | Keko 8' · Juli 82' | Mundo Deportivo |             | Municipal de Vilatenim · Abilio García Carreras · |  |

| 1 octubre 2000 | RCD Espanyol B       | 2 – 1           | UE Figueres | Barcelona                                  |  |
| Jornada 5      | Juvenal 59' (p.) 71' | Mundo Deportivo | 63' Pons    | Camp de La Caixa · José María Gil García · |  |

| 8 octubre 2000 | UE Figueres                        | 4 – 1           | FC Barcelona B  | Figueres                                     |  |
| Jornada 6      | Pons 20' 40' · Keko 67' · Juli 78' | Mundo Deportivo | 76' Miki Albert | Municipal de Vilatenim · Carlos Clos Gómez · |  |

| 12 octubre 2000 | CE Sabadell FC                  | 4 – 1           | UE Figueres | Sabadell                                    |  |
| Jornada 7       | Molist 11' 86' · Torres 35' 74' | Mundo Deportivo | 87' Keko    | Nova Creu Alta · José Luis Melchor Ibáñez · |  |

| 15 octubre 2000 | UE Figueres         | 2 – 0           | CE Borriana | Figueres                              |  |
| Jornada 8       | Cano 56' · Juli 84' | Mundo Deportivo |             | Camp del Far · Iván Martínez Poblet · |  |

| 22 octubre 2000 | UE Figueres                                           | 5 – 2           | CE Premià            | Figueres                                          |  |
| Jornada 9       | Cortada 21' · Piti 39' 73' (p.) · Cano 42' · Juli 70' | Mundo Deportivo | 4' Uri · 35' Aldrich | Municipal de Vilatenim · José Luis Rebollo Soto · |  |

| 29 octubre 2000 | UB Conquense | 1 – 1           | UE Figueres   | Conca                                                |  |
| Jornada 10      | Javi 42'     | Mundo Deportivo | 76' (p.) Piti | Estadi La Fuensanta · Ignacio Joaquín García Mollá · |  |

| 1 novembre 2000 | UE Figueres | 0 – 0           | Terrassa FC | Figueres                                              |  |
| Jornada 11      |             | Mundo Deportivo |             | Municipal de Vilatenim · Luis Miguel Carreño Santos · |  |

| 5 novembre 2000 | UDA Gramenet   | 1 – 2           | UE Figueres         | Santa Coloma de Gramenet                                         |  |
| Jornada 12      | Rodri 52' (p.) | Mundo Deportivo | 15' Piti · 49' Cano | Nou Camp Municipal de Santa Coloma · Jon Carlos Aguirre Huerga · |  |

| 12 novembre 2000 | UE Figueres | 1 – 2           | Cartagena FC          | Figueres                                                    |  |
| Jornada 13       | Juli 30'    | Mundo Deportivo | 56' Biri · 81' Franch | Municipal de Vilatenim · Francisco Javier de Diego Pagola · |  |

| 19 novembre 2000 | Benidorm CF | 1 – 0           | UE Figueres | Benidorm                                             |  |
| Jornada 14       | Torres 61'  | Mundo Deportivo |             | Estadi Municipal de Foietes · Javier Lozano Segado · |  |

| 26 novembre 2000 | UE Figueres         | 2 – 2           | Nàstic de Tarragona        | Figueres                                            |  |
| Jornada 15       | Cano 40' · Dani 68' | Mundo Deportivo | 12' Félix · 17' Castillejo | Municipal de Vilatenim · José Manuel Arca Vázquez · |  |

| 2 desembre 2000 | CE L'Hospitalet | 1 – 0           | UE Figueres | L'Hospitalet de Llobregat                                            |  |
| Jornada 16      | Ávila 86'       | Mundo Deportivo |             | Estadi Municipal Futbol L’Hospitalet · José Miguel Martín Carballo · |  |

| 6 desembre 2000 | UE Figueres | 1 – 0           | UE Alzira | Figueres                                               |  |
| Jornada 17      | Juli 42'    | Mundo Deportivo |           | Municipal de Vilatenim · Romualdo Caballero Herreros · |  |

| 10 desembre 2000 | RCD Mallorca B | 0 – 2           | UE Figueres         | Palma                                           |  |
| Jornada 18       |                | Mundo Deportivo | 46' Pons · 49' Keko | Estadi Lluís Sitjar · Miguel Ángel Ayza Gámez · |  |

| 17 desembre 2000 | UE Figueres        | 2 – 2           | CF Gandia                  | Figueres                                           |  |
| Jornada 19       | Juli 2' · Piti 43' | Mundo Deportivo | 10' Doménech · 85' Ignacio | Municipal de Vilatenim · Jesús Villanueva Angulo · |  |

| 7 gener 2001 | UE Figueres             | 3 – 1           | Novelda CF      | Figueres                                            |  |
| Jornada 20   | Juli 37' 42' · Keko 43' | Mundo Deportivo | 28' (p.) Porras | Municipal de Vilatenim · José Amilburu Santamaría · |  |

| 14 gener 2001 | CE Castelló | 0 – 2           | UE Figueres  | Castelló de la Plana                   |  |
| Jornada 21    |             | Mundo Deportivo | 55' 82' Keko | Nou Castàlia · Antonio Pérez Riverol · |  |

| 21 gener 2001 | UE Figueres | 1 – 1           | CE Mataró   | Figueres                                               |  |
| Jornada 22    | Peña 8'     | Mundo Deportivo | 91' Pacheco | Municipal de Vilatenim · Luis Miguel Martínez Terrén · |  |

| 26 gener 2001 | Hèrcules CF             | 2 – 3           | UE Figueres            | Alacant                                                 |  |
| Jornada 23    | Manolo 2' · Montava 33' | Mundo Deportivo | 7' 53' Peña · 42' Keko | Estadi José Rico Pérez · Miguel Ángel Ramírez Morales · |  |

| 3 febrer 2001 | UE Figueres | 0 – 0           | RCD Espanyol B | Figueres                                          |  |
| Jornada 24    |             | Mundo Deportivo |                | Municipal de Vilatenim · Juan Armenta Fernández · |  |

| 10 febrer 2001 | FC Barcelona B | 0 – 0           | UE Figueres | Barcelona                               |  |
| Jornada 25     |                | Mundo Deportivo |             | Miniestadi · José Javier Roche Ferrer · |  |

| 18 febrer 2001 | UE Figueres | 0 – 3           | CE Sabadell FC             | Figueres                                                    |  |
| Jornada 26     |             | Mundo Deportivo | 2' 72' Torres · 28' Molist | Municipal de Vilatenim · Francisco Javier Pardo del Burgo · |  |

| 24 febrer 2001 | CE Borriana              | 2 – 0           | UE Figueres | Borriana                                       |  |
| Jornada 27     | Nicolau 5' · Vicente 88' | Mundo Deportivo |             | Estadi Sant Ferran · Jesús Villanueva Angulo · |  |

| 4 març 2001 | CE Premià   | 1 – 3           | UE Figueres                        | Premià de Mar                                               |  |
| Jornada 28  | Aldrich 32' | Mundo Deportivo | 37' Fernando · 45' Juli · 60' Peña | Camp de futbol municipal · Víctor Manuel Santana Cárdenes · |  |

| 11 març 2001 | UE Figueres | 0 – 1           | UB Conquense | Figueres                                            |  |
| Jornada 29   |             | Mundo Deportivo | 22' Pulido   | Municipal de Vilatenim · José Antonio Peña Molina · |  |

| 17 març 2001 | Terrassa FC | 0 – 2           | UE Figueres             | Terrassa                                            |  |
| Jornada 30   |             | Mundo Deportivo | 17' Ruano · 37' Alfredo | Estadi Olímpic de Terrassa · Carlos Campos Andreu · |  |

| 25 març 2001 | UE Figueres | 1 – 2           | UDA Gramenet      | Figueres                                          |  |
| Jornada 31   | Peña 75'    | Mundo Deportivo | 82' (p.) 92' Raúl | Municipal de Vilatenim · Juan Carlos Gil Oteiza · |  |

| 30 març 2001 | FC Cartagena | 0 – 1           | UE Figueres | Cartagena                                        |  |
| Jornada 32   |              | Mundo Deportivo | 44' Keko    | Estadi Cartagonova · Marcelino Tárraga Sánchez · |  |

| 8 abril 2001 | UE Figueres | 1 – 2           | Benidorm CF               | Figueres                                         |  |
| Jornada 33   | Keko 66'    | Mundo Deportivo | 15' Morante · 85' Braulio | Municipal de Vilatenim · Óscar Gauna Rodríguez · |  |

| 15 abril 2001 | Nàstic de Tarragona | 1 – 0           | UE Figueres | Tarragona                                            |  |
| Jornada 34    | Codina 46'          | Mundo Deportivo |             | Nou Estadi de Tarragona · Jordi Esquerdo Rodríguez · |  |

| 22 abril 2001 | UE Figueres | 0 – 1           | CE L'Hospitalet | Figueres                                       |  |
| Jornada 35    |             | Mundo Deportivo | 2' Javi         | Municipal de Vilatenim · Manuel Armero Conde · |  |

| 29 abril 2001 | UE Alzira    | 1 – 2           | UE Figueres      | Alzira                                                     |  |
| Jornada 36    | Hernández 3' | Mundo Deportivo | 2' (p.) 83' Keko | Estadi Luis Suñer Picó · Miguel Ángel Gutiérrez González · |  |

| 6 maig 2001 | UE Figueres                    | 3 – 5           | RCD Mallorca B                                      | Figueres                                             |  |
| Jornada 37  | Keko 37' · Peña 40' · Dani 57' | Mundo Deportivo | 15' Jofre · 68' 79' Perera · 73' Chando · 92' Riera | Municipal de Vilatenim · Jon Carlos Aguirre Huerga · |  |

| 13 maig 2001 | CF Gandia   | 1 – 3           | UE Figueres             | Gandia                                               |  |
| Jornada 38   | Bellido 67' | Mundo Deportivo | 35' Piti · 51' 78' Keko | Estadi Guillermo Olagüe · Pedro Luis Pérez Taboada · |  |

## Classificació
| Pos. | Equip               | J  | G  | E  | P  | GF | GC | DG  | pts. |
| --- | ------------------- | -- | -- | -- | -- | -- | -- | --- | ---- |
| 1r | UDA Gramenet        | 38 | 20 | 9  | 9  | 53 | 31 | +22 | 69   |
| 2n | Nàstic de Tarragona | 38 | 19 | 11 | 8  | 52 | 30 | +22 | 68   |
| 3r | CE Sabadell FC      | 38 | 18 | 12 | 8  | 51 | 30 | +21 | 66   |
| 4t | RCD Espanyol B      | 38 | 19 | 7  | 12 | 57 | 34 | +23 | 64   |
| 5è | Novelda CF          | 38 | 17 | 13 | 8  | 57 | 40 | +17 | 64   |
| 6è | CE L'Hospitalet     | 38 | 18 | 9  | 11 | 73 | 45 | +28 | 63   |
| 7è | RCD Mallorca B      | 38 | 17 | 11 | 10 | 63 | 44 | +19 | 62   |
| 8è | UE Figueres         | 38 | 16 | 8  | 14 | 55 | 47 | +8  | 56   |
| 9è | FC Barcelona B      | 38 | 17 | 5  | 16 | 53 | 45 | +8  | 56   |
| 10è | CE Castelló         | 38 | 14 | 12 | 12 | 40 | 39 | +1  | 54   |
| 11è | Hèrcules CF         | 38 | 14 | 10 | 14 | 44 | 44 | 0   | 52   |
| 12è | Terrassa FC         | 38 | 12 | 12 | 14 | 48 | 41 | +7  | 48   |
| 13è | Cartagena FC        | 38 | 12 | 10 | 16 | 35 | 49 | -14 | 46   |
| 14è | Benidorm CF         | 38 | 11 | 11 | 16 | 37 | 46 | -9  | 44   |
| 15è | CE Mataró           | 38 | 12 | 7  | 19 | 41 | 66 | -25 | 43   |
| 16è | UB Conquense        | 38 | 11 | 10 | 17 | 26 | 49 | -23 | 43   |
| 17è | CE Borriana         | 38 | 9  | 13 | 16 | 27 | 48 | -21 | 40   |
| 18è | UE Alzira           | 38 | 12 | 4  | 22 | 29 | 50 | -21 | 40   |
| 19è | CF Gandia           | 38 | 9  | 11 | 18 | 31 | 46 | -15 | 38   |
| 20è | CE Premià           | 38 | 5  | 11 | 22 | 29 | 77 | -48 | 26   |
| En groc, els equips que disputaren la lligueta de promoció a Segona Divisió A, i en vermell, els que descendiren a Tercera Divisió. |                     |    |    |    |    |    |    |     |      |

## Estadístiques individuals
| Jugador                              | P. | T. | S. | M.   | G. | TG | TV |
| ------------------------------------ | -- | -- | -- | ---- | -- | -- | -- |
| Álvaro Iglesias Quintana             | 29 | 29 | 0  | 2610 | 0  | 3  | 0  |
| Francisco Ruiz Valbuena Rodri        | 9  | 9  | 0  | 810  | 0  | 0  | 0  |
| Esteve Moner Écija                   | 0  | 0  | 0  | 0    | 0  | 0  | 0  |
| Fernando Núñez Lázaro                | 32 | 31 | 1  | 2654 | 1  | 9  | 0  |
| Jesús Salvador Suso Ruano Cabrera    | 32 | 30 | 2  | 2622 | 1  | 1  | 0  |
| Daniel Fernández Veiras              | 30 | 30 | 0  | 2652 | 2  | 10 | 1  |
| Albert Serra Figueras                | 23 | 23 | 0  | 2061 | 0  | 6  | 0  |
| Juan López Bravo                     | 22 | 21 | 1  | 1763 | 0  | 7  | 2  |
| Jordi Freixa Hernández               | 18 | 12 | 6  | 1146 | 0  | 1  | 0  |
| Jacobo Ribera Acedo                  | 6  | 3  | 3  | 294  | 0  | 1  | 0  |
| Javier Prieto Castro                 | 2  | 1  | 1  | 54   | 0  | 1  | 0  |
| Juan Manuel Pons Bascones            | 37 | 37 | 0  | 3330 | 4  | 9  | 0  |
| Pedro Piti Belmonte Rincón           | 33 | 30 | 3  | 2696 | 6  | 6  | 0  |
| Josep Pagès Berga                    | 28 | 20 | 4  | 1791 | 0  | 14 | 0  |
| Àngel Cortada Borràs                 | 28 | 19 | 9  | 1814 | 1  | 3  | 0  |
| Germán Inglés Sánchez                | 23 | 9  | 14 | 851  | 0  | 1  | 0  |
| Alfredo Álvarez de Arcaya Goikoetxea | 13 | 13 | 0  | 1076 | 1  | 3  | 1  |
| Javier Lombardo Rayo                 | 2  | 1  | 1  | 77   | 0  | 0  | 0  |
| Keko Martínez Jiménez                | 37 | 37 | 0  | 3282 | 17 | 2  | 0  |
| José Luis Peña Revilla               | 28 | 22 | 6  | 1980 | 7  | 4  | 0  |
| Juli Sunyer Serrat                   | 31 | 19 | 12 | 1891 | 10 | 5  | 0  |
| José Cano Negro                      | 27 | 15 | 12 | 1336 | 5  | 1  | 0  |
| Lauri Soriano Martín                 | 21 | 6  | 15 | 587  | 0  | 0  | 0  |
| José Ramírez Martín                  | 3  | 1  | 2  | 72   | 0  | 0  | 0  |